# Short Biplane No. 1
El Short n.º 1 fue uno de los primeros aviones británicos, construido en 1909 por Short Brothers. Aunque nunca voló, destacó por ser el primer avión diseñado por Horace Short.

## Diseño y desarrollo
El Short n.º 1 fue construido para Francis McClean, que había visto las demostraciones de vuelo de Wilbur Wright en Le Mans, Francia. McClean, un entusiasta astrónomo, tuvo que emprender una expedición para observar un eclipse solar en China, pero escribió a Horace Short, a quien sólo había visto una vez, pidiéndole que le construyera un avión. Horace Short comenzó los trabajos de diseño en noviembre de 1908 y la construcción del avión se inició en el taller de Short Brothers en Battersea a principios de 1909. El fuselaje desnudo se exhibió en marzo en el London Aero Show de 1909 en Olympia.
El avión era un biplano de tres vanos con un elevador biplano y un empenaje central montado sobre dos pares de brazos convergentes en el frente. La cuerda del vano exterior de cada ala se extendió hacia popa para formar extensiones flexibles ideadas para efectuar el control lateral: entre las puntas de estas extensiones, giraban cuatro timones compensados. El tren de aterrizaje consistía en un par de patines de fresno que se extendían hacia adelante, casi hasta los elevadores. No se le instalaron ruedas, ya que estaba previsto utilizar un riel de lanzamiento para el despegue. Aparte de los patines, toda la estructura del avión se construyó con madera de abeto y se recubrió con tela engomada de la marca Continental. El motor, originalmente pensado para ser una versión del Wright Vertical 4 de Wright fabricado por Bariquand et Marre, movía un par de hélices propulsoras, montadas ligeramente por encima del espacio medio mediante una transmisión por cadena. Esto se dispuso de manera que ambas hélices giraran en la misma dirección, ya que cruzarlas para hacerlas girar en direcciones opuestas podría haber infringido las patentes de los hermanos Wright.
Los trabajos continuaron en la recién establecida fábrica de Short Brothers en la isla de Sheppey y finalizaron cuando McClean regresó de China. El motor Bariquand et Marre aún no estaba disponible, por lo que se instaló un motor de 22 kW (30 hp) tomado de un automóvil Nordenfelt. Sin embargo, con más de 270 kg de peso, cuando se realizó un primer intento de vuelo en septiembre, el motor no logró impulsar la máquina ni siquiera hasta el final de la rampa de lanzamiento. El motor Bariquand et Marre llegó en octubre, y McClean realizó tres intentos de vuelo los días 2, 3 y 6 de noviembre, casi logrando despegar, pero en el último intento aplicó el elevador al máximo, la máquina entró en pérdida y volvió a caer sobre el carril de lanzamiento, rompiendo el tren de aterrizaje y las hélices: no fue reparado. El siguiente avión de McClean fue una copia del Wright Modelo A construido bajo licencia por Short Brothers.

## Especificaciones
Referencia datos: 

### Características generales
- Tripulación: Uno (piloto)
- Longitud: 7,5 m (24,6 ft)
- Envergadura: 12 m (39,4 ft)
- Superficie alar: 53,5 m² (575,9 ft²)
- Peso cargado: 544 kg (1199 lb)
- Planta motriz: 1× motor lineal de 4 cilindros refrigerado por agua Bariquand et Marre.
  - Potencia: 22 kW (30 HP; 30 CV)
- Hélices: 2× Shorts bipala de abeto laminado por motor.
- Diámetro de la hélice: 3 m